# Đam mê

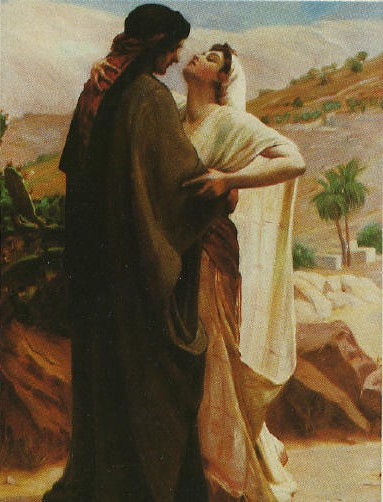
Bức tranh Passionate Encounter của Frederick Goodall

Đam mê (tiếng Anh: passion) là cảm giác mong muốn, khát khao có được ai đó hay làm được gì đó, bị hấp dẫn bởi một sự vật, sự việc. Cụm từ đam mê, trong quá khứ, thường thấy trong việc miêu tả tình yêu và dục vọng, cùng với "ham muốn". Từ đam mê còn được dùng để diễn tả một sự khao khát trong sự nghiệp.